# Torpedinide
Torpedinidele sau torpilele (Torpedinidae) sunt o familie de pești cartilaginoși marini din oceanul Atlantic (inclusiv Marea Mediterană), Indian și Pacific, cu corpul discoidal, turtit dorsoventral, înzestrate cu organe electrice care produc descărcări electrice cu care își ucid prada.

## Descriere
Torpilele sunt pești cu corp moale și flasc, de mărime mijlocie (lungimea totală până la circa 180 cm, greutatea maximă 90 kg, dar cele mai multe specii au o lungime totală mai mică de 1 m). Corpul torpedinidelor este foarte mult turtit dorsoventral și înconjurat de înotătoare pectorale rotunjite, el are o formă discoidală: capul, trunchiul și înotătoarele pectorale lărgite formează un disc mai mult sau mai puțin circular. Conturul anterior al discului trunchiat sau crestat. 
Rostrul extrem de scurt; cartilajul rostral absent sau redus; Ochii și spiraculele mici și apropiate pe vârful capului; marginea posterioară a spiraculelor netedă sau înzestrată cu tentacule. Nările transversale și relativ mari comunică cu gura prin câte un șanț, ele sunt mai apropiate de gură decât de extremitatea rostrului, marginile lor mediale sudate formează o perdea nazală transversală netedă, care acoperă aproape complet maxilarul superior. Gura este destul de mică și clar arcuită mărginită de șanțuri longitudinale lungi. Numeroși dinți mici încârligați, monocuspizi, așezați în formă de pavaj, formează benzi de-a lungul ambelor maxilare. 
Înotătoarele pectorale foarte groase spre marginile lor și alungite înapoi până la originea înotătoarelor pelviene unilobate. Propterigiul înotătoarelor pectorale este complet sudat pe părțile laterale ale capului Cele două omoplaturi sunt unite între ele deasupra coloanei vertebrale. Coada groasă, foarte masivă, scvaliformă, lățită la bază,  mai scurtă decât corpul, cu un pliu cutanat îngust de-a lungul marginii inferioare. Coada poartă spre vârful său 2 înotătoare dorsale, prima mai mare decât a doua, situate parțial sau total deasupra bazei înotătoarelor pelviene. Pe laturile cozii câte o expansiune tegumentară lată. Înotătoarea caudală mare, aproape triunghiulară. Înotătoarea anală lipsește.  Pielea foarte moale, netedă, complet golașă, lipsită de solzi și de spini.
Pe spate se află două organe electrice reniforme, bine dezvoltate și puternice, care mărginesc capul pe toată lungimea sa și proeminează la suprafața corpului, fiind vizibile la exterior. Organele electrice pot să producă descărcări electrice puternice, care doboară animale mai mari decât acești pești. Descărcarea electrică la speciile mai mari poate fi periculoasă chiar și pentru om. 
Culoare: suprafața dorsală a torpedinidelor este uniform închisă, sau cu tot felul de ornamente deschise și închise la culoare (oceli, pete, plaje sau marmoraje) pe diferite nuanțe în brun; suprafața ventrală este albă, de multe ori cu discul și înotătoarele pelviene mărginite de culori închise.

## Răspândirea geografică și ecologia
Torpilele sunt răspândite în apele temperate, tropicale și subtropicale ale Oceanului Atlantic, Pacific și cel Indian; sunt foarte abundente, în special în regiunile tropicale și subtropicale. Ele trăiesc în regiunile platoului continental la o adâncime de aproximativ 100 m, dar mai ales în apele de mică adâncime sau apele de coastă; unele torpile au fost observate până la o adâncime de 350 m. 
Torpilele sunt pești cartilaginoși, adaptați la viața bentonică. În mod obișnuit, ele sunt inactive pe fundurile moi ale oceanelor, adesea îngropate în nisip sau mâl, sau înotă alene; totuși, unele specii (de exemplu, Torpedo nobiliana) pot efectua migrații sezoniere, deplasându-se în cazul acesta prin apă

## Hrana
Hrana torpilelor lor constă din pești și nevertebrate care trăiesc pe funduri.  Cu ajutorul organele lor electrice, ale căror descărcare (45 volți) crește cu dimensiunea specimenului, torpilele pot paraliza prada care trece prin apropiere sau se apăra împotriva unui eventual prădător.

## Reproducerea
Înotătoarele ventrale ale masculilor formează pterigopodii. Torpedinidele sunt pești vivipari, aplacentari. 

## Importanța economică
Torpedo marmorata face obiect unui pescuit artizanal. Torpedo nobiliana și Torpedo torpedo, sunt capturate ocazional cu drage, năvoade, plase, paragate și undițe. Torpilele sunt prezente regulat pe piețele din Marea Tireniană și Tunisia (Torpedo marmorata și Torpedo torpedo), din Marea Adriatică, Sicilia și Tunisia (Torpedo marmorata), rar în alte părți; ele sunt comercializate în stare proaspătă, dar respinse în unele țări (Grecia, Maroc, Cipru). 